# Famille Bertrand de Beauvoir
Pour les articles homonymes, voir Familles Bertrand et Beauvoir.
La famille Bertrand de Beauvoir est une famille subsistante d'ancienne bourgeoisie, originaire du village de La Chaume en Bourgogne, où elle est connue depuis le XVIIe siècle. 
Elle a été rendue célèbre au XXe siècle par l'écrivain et philosophe Simone de Beauvoir, compagne de Jean-Paul Sartre.

## Historique
Si Gustave Chaix d'Est-Ange écrit que « les renseignements font défaut » sur cette famille, les recherches contemporaines, menées principalement par les chercheurs Joseph Valynseele et Denis Grando, reprises par Pierre-Marie Dioudonnat et complétées par le travail de généalogistes amateurs, ont permis de remonter les origines des Bertrand de Beauvoir jusqu'au début du XVIIe siècle.
Originaire de La Chaume, la famille Bertrand y exploite les minerais et s'adonne à l'art de la fonderie et au commerce du gros fer, figurant parmi les notables du pays. 
Ainsi, Jean Bertrand (1604-1683), son fils Pierre Bertrand (1635-1712), son petit-fils Jean-Baptiste (v.1660-v.1720) et  son arrière-petit-fils Edmé Bertrand (1702-1780), ancêtres directs de Simone de Beauvoir, sont tous dits alternativement marchands, fondeurs de gros fer ou maîtres de forges.
De son côté, Pierre Bertrand (1635-1712), en plus de ses activités familiales de fonderie, est procureur fiscal de la seigneurie de La Chaume et notaire royal.
La famille Bertrand appartient à la bourgeoisie rurale dès l'Ancien Régime. Mais son élévation sociale se fait véritablement au moment de la Révolution française, quand Claude Bertrand (1757-1817), fondeur et futur maire de La Chaume (1802-1804), épouse en 1794 sa cousine Elisabeth de Champeaux (1770-1839), cadette d'une famille de la noblesse bourguignonne. Le frère d'Elisabeth, Joseph-Nicolas de Champeaux (1753-1815), prêtre, est en effet élu député du clergé aux Etats généraux de 1789, pour devenir inspecteur général de Université sous l'Empire, quand son cousin, Pierre Clément de Champeaux (1767-1800), est  général des Armées révolutionnaires. Il est le premier à utiliser le nom de Beauvoir.
Son petit-fils, Ernest-Narcisse Bertrand de Beauvoir (1838-1929), chef de bureau à la préfecture de la Seine, acquiert vers 1870 le château de Mérignac, à Saint-Ybard, en Corrèze. Un de ses fils achètera, non loin de cette propriété, le château de La Grillère, à Saint-Germain-les-Belles, en Haute-Vienne, où viendra souvent Simone de Beauvoir.
Les membres contemporains de la famille descendent de Gaston Bertrand de Beauvoir (1874-1926), frère aîné du père de la philosophe.

## Personnalités
- Simone de Beauvoir (de son nom complet Simone-Lucie-Ernestine-Marie Bertrand de Beauvoir), née le 9 janvier 1908 à Paris et morte le 14 avril 1986 dans la même ville, est une philosophe, romancière, épistolière, mémorialiste et essayiste française. Simone de Beauvoir était surnommée « le Castor » par ses proches à cause de la ressemblance entre Beauvoir et  l’anglais beaver, « castor ». Elle est la fille de Georges Bertrand de Beauvoir et de Françoise Brasseur.
- Hélène de Beauvoir (Hélène Bertrand de Beauvoir) (née le 6 juin 1910 à Paris et morte le 1er juillet 2001 à Goxwiller) est une artiste peintre et la sœur cadette de Simone de Beauvoir. Elle est la fille de Georges Bertrand de Beauvoir et de Françoise Brasseur.
- Sylvie Le Bon-Bertrand de Beauvoir, dite Sylvie Le Bon de Beauvoir, née en 1941, est devenue la fille adoptive de Simone de Beauvoir en 1981[5]. Elle est professeur de philosophie et éditrice. Il s’agit d’une adoption simple ; au nom de famille de l’adoptée a été adjoint celui de l’adoptante (précédé d’un trait d’union).

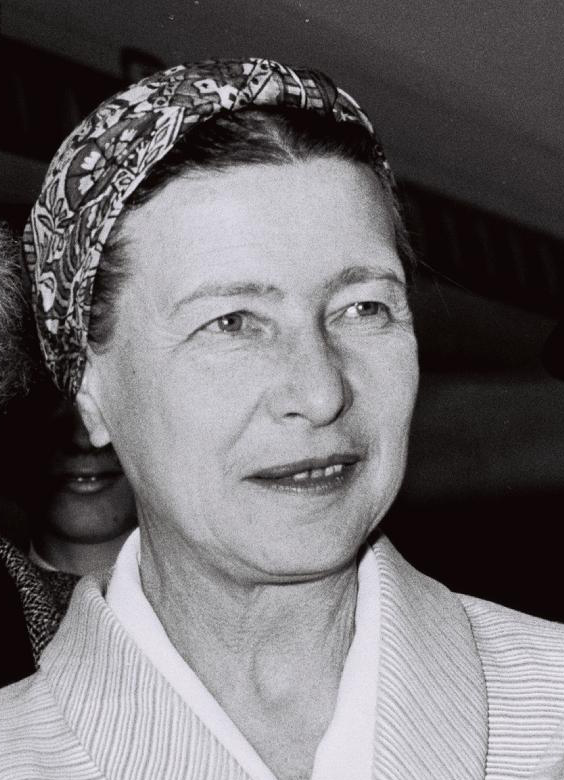
Simone de Beauvoir (1908-1986)
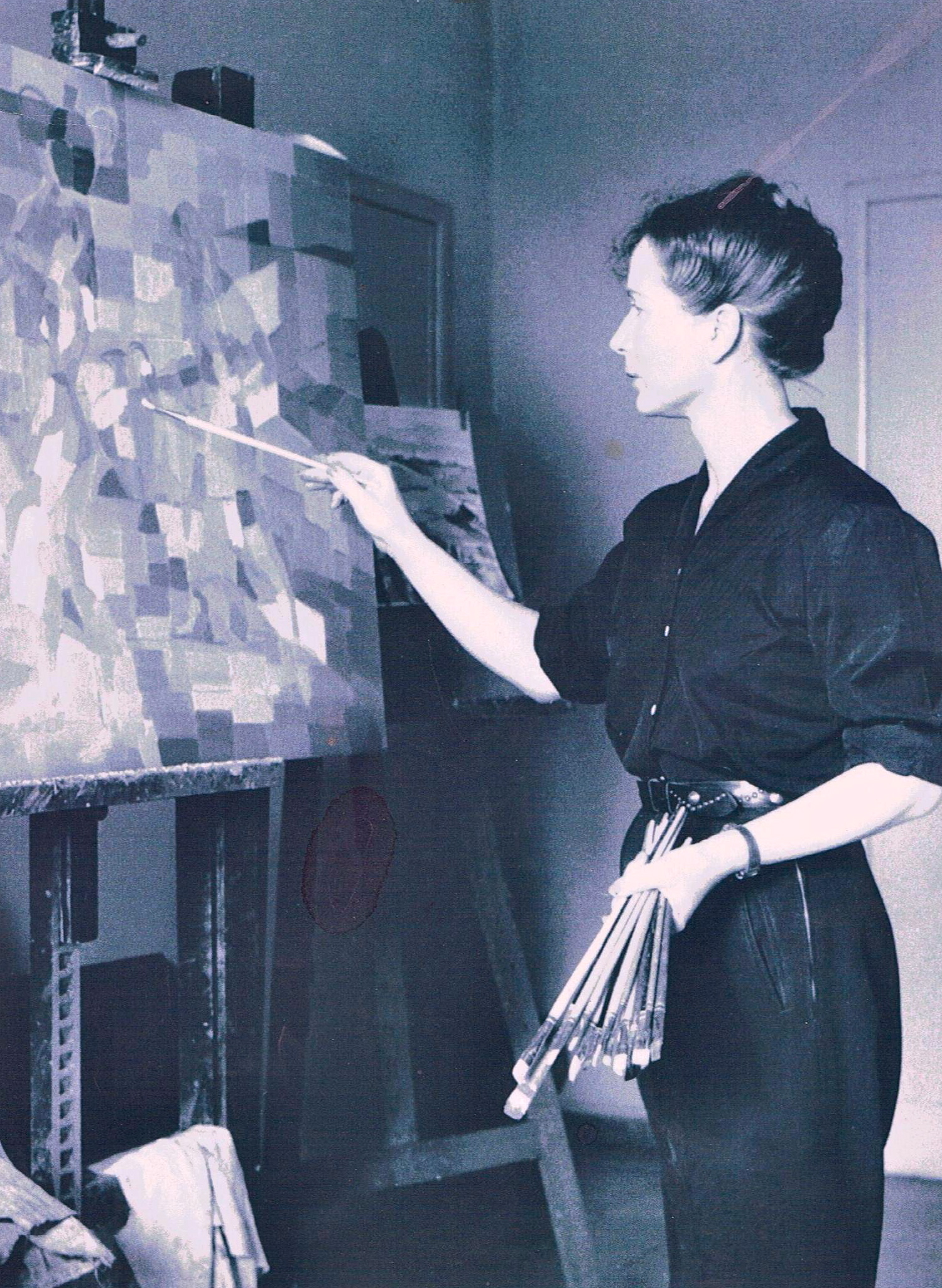
Hélène de Beauvoir (1910-2001)

## Armes
Les armes de Bertrand de Beauvoir se blasonnent ainsi : De gueules à deux feuilles de vigne d'or l'une sur l'autre.

## Principales alliances
Les principales alliances de la famille Bertrand de Beauvoir sont : Finet (v.1630), Legros (v.1665), Degrond (1679), Pelletier (1681), Scordel du Vial (1690), Armynot du Châtelet (1694), Chameroy (1717), Huguenin (1736), Poirier (1751), Parisot (1789), de Champeaux (1794), Dronsard (1837), Mignot (1846), Wartelle (1870), de Bisschop (1899), Brasseur (1906), Saint-Martin (1908), Dauriac (1931), de Roulet (1942), Picard (1944), Daban (1970), de Lambert (1999), Murcia, Dunesme.